# Tendinitis aquil·liana
La tendinitis aquil·liana o tendinitis d'Aquil·les (o tenosinovitis d'Aquil·les o tendinopatia d'Aquil·les) és l'afectació del tendó d'Aquil·les per degeneració, traumatisme o inflamació. Aquest tendó és l'extensió dels músculs bessons i soli al calcani: fa que el peu flexioni plantarment quan aquests músculs es contrauen.
Els signes i símptomes més comuns són el dolor i la sensibilitat del tendó afectat; també es pot produir inflor. El dolor pot ser continu o només aparèixer amb l'ús del tendó. Aquests símptomes poden estendre's al teixit circumdant. La tendinitis pot causar una limitació del moviment de l'articulació del turmell.
Normalment es produeix com a resultat d'un ús excessiu com en la carrera a peu. Altres factors de risc inclouen el trauma, un estil de vida que inclou poc exercici, sabates de taló alt, artritis reumatoide i medicaments de la classe de les fluoroquinolones o glucocorticoides. La pronació excessiva del peu mentre es camina o s'executa pot contribuir a l'afectació del tendó.
El diagnòstic es fa mitjançant l'obtenció de la història rellevant i l'examen físic del tendó; La radiografia i la ressonància magnètica poden ajudar a confirmar el diagnòstic.
Hi ha diverses accions senzilles que poden dur a terme els individus per prevenir o reduir la tendinitis. Tot i que s'utilitzen habitualment, algunes d'aquestes accions tenen evidències científiques limitades o nul·les que les avalin, com l'estirament previ a l'exercici. Les opcions més ben considerades són enfortir els músculs del panxell, evitant un entrenament excessiu i seleccionar un calçat més adequat. La mecànica en córrer es pot millorar amb exercicis que ajudaran als corredors a evitar lesions en l'Aquil·les. El tractament sovint inclou antiinflamatoris no esteroidals i la fisioteràpia. En aquells els símptomes dels quals durin més de sis mesos malgrat altres tractaments, es pot considerar la cirurgia. La tendinitis d’Aquil·les és relativament freqüent.